# Deloblepharis nigra
Deloblepharis nigra är en tvåvingeart som beskrevs av Aldrich 1934. Deloblepharis nigra ingår i släktet Deloblepharis och familjen parasitflugor. Inga underarter finns listade i Catalogue of Life.